# Polana thugana
Polana thugana är en insektsart som beskrevs av Delong och Triplehorn 1979. Polana thugana ingår i släktet Polana och familjen dvärgstritar. Inga underarter finns listade i Catalogue of Life.